# Andrea Pellegrino
Andrea Pellegrino ([anˈdreːa pelleˈɡriːno]; Bisceglie, 23 maart 1997) is een Italiaanse tennisspeler. Hij heeft één ATP-toernooi gewonnen in het dubbelspel. Hij heeft vijf challengers op zijn naam staan in het dubbelspel.

## Palmares

### Dubbelspel
| Nr.                              | Datum            | Toernooi      | Ondergrond | Partner                | Tegenstanders in finale         | Score              | Details |
| -------------------------------- | ---------------- | ------------- | ---------- | ---------------------- | ------------------------------- | ------------------ | ------- |
| gewonnen finales herendubbel     |                  |               |            |                        |                                 |                    |         |
| 1.                               | 5 maart 2023     | ATP Santiago  | Gravel     | Andrea Vavassori       | Thiago Seyboth Wild Matías Soto | 6–4, 3–6, [12–10]  | details |
| Gewonnen challengers herendubbel |                  |               |            |                        |                                 |                    |         |
| 1.                               | 17 juni 2018     | Caltanissetta | Gravel     | Federico Gaio          | Blaž Rola Jiří Veselý           | 7-64, 7-65         |         |
| 2.                               | 24 juni 2018     | L'Aquila      | Gravel     | Filippo Baldi          | Pedro Martinez Mark Vervoort    | 4-6, 6-3, [10-5]   |         |
| 3.                               | 10 februari 2019 | Chennai       | Hardcourt  | Gianluca Mager         | Matt Reid Luke Saville          | 6-4, 7-65          |         |
| 4.                               | 23 juni 2019     | Parma         | Gravel     | Laurynas Grigelis      | Ariel Behar Gonzalo Escobar     | 1-6, 6-3, [10-7]   |         |
| 5.                               | 12 januari 2020  | Noumea        | Hardcourt  | Mario Vilella Martinez | Luca Margaroli Andrea Vavassori | 7-61, 3-6, [12-10] |         |

## Prestatietabellen
| Legenda | Legenda                          |
| ------- | -------------------------------- |
| g.t.    | geen toernooi gehouden           |
| l.c.    | lagere categorie                 |
| –       | niet deelgenomen                 |
| G       | uitgeschakeld in de groepsfase   |
| 1R      | uitgeschakeld in de eerste ronde |
| 2R      | uitgeschakeld in de tweede ronde |
| 3R      | uitgeschakeld in de derde ronde  |
| 4R      | uitgeschakeld in de vierde ronde |
| KF      | uitgeschakeld in de kwartfinale  |
| HF      | uitgeschakeld in de halve finale |
| F       | de finale verloren               |
| W       | het toernooi gewonnen            |
| w-v     | winst/verlies-balans             |

### Prestatietabel (Grand Slam) dubbelspel
| Grandslamtoernooien  |      |      |      |      |      |
| Australian Open      | –    | –    | –    | –    | –    |
| Roland Garros        | –    | –    | –    | –    |      |
| Wimbledon            | –    | –    | –    | –    |      |
| US Open              | –    | –    | –    | –    |      |
| ATP Masters 1000     |      |      |      |      |      |
| Indian Wells         | –    | g.t. | –    | –    | –    |
| Miami                | –    | g.t. | –    | –    | –    |
| Monte Carlo          | –    | g.t. | –    | –    | –    |
| Madrid               | –    | g.t. | –    | –    | –    |
| Rome                 | 1R   | –    | –    | –    |      |
| Montreal/Toronto     | –    | g.t. | –    | –    |      |
| Cincinnati           | –    | g.t. | –    | –    |      |
| Shanghai             | –    | g.t. | g.t. | g.t. |      |
| Parijs               | –    | –    | –    | –    |      |
| Olympische Spelen    |      |      |      |      |      |
| Olympische Spelen    | g.t. | g.t. | –    | g.t. | g.t. |
| Statistieken         |      |      |      |      |      |
| Totaal aantal titels | 0    | 0    | 0    | 0    | 1    |
| Eindejaarsranking    | 205  | 193  | 218  | 181  |      |